# Sédentarité
Cet article concerne la sédentarité dans son sens anthropologique et écologique, relatif à la mobilité géographique des espèces. Pour la sédentarité désignant le manque d'activité physique et son impact sur la santé, voir Sédentarité (santé).
 (janvier 2021).
Si vous disposez d'ouvrages ou d'articles de référence ou si vous connaissez des sites web de qualité traitant du thème abordé ici, merci de compléter l'article en donnant les références utiles à sa vérifiabilité et en les liant à la section « Notes et références ».
En anthropologie culturelle, la sédentarité est le fait de vivre au même endroit pendant une longue période. Actuellement[Quand ?], la majorité des gens appartiennent à des cultures sédentaires. En archéologie et en sociobiologie, la sédentarité prend un sens légèrement différent, s'appliquant souvent au passage d'une société nomade à un mode de vie impliquant de rester en permanence au même endroit. Essentiellement, la sédentarité signifie vivre en groupe en permanence dans un même lieu. L'invention de l'agriculture a conduit à la sédentarité dans de nombreux cas, bien que les premiers peuplements sédentaires remontent à une période pré-agricole.
En écologie, ce terme peut désigner des organismes vivants libres (non fixés) se déplaçant peu ou pas (généralement des animaux benthiques rampants ou marcheurs tels que les Echinodermes — étoiles de mer, oursins, etc. —, les Gastéropodes — littorines, limaces de mer, escargots de mer et de roche), de nombreux annélides, des Crustacés — langoustines, homards). Il peut également s'appliquer à des espèces qui ne migrent pas (l'élevage d'animaux domestiques s'apparentant à une sédentarisation forcée).
Dans le domaine de la santé, la sédentarité sert à qualifier un mode de vie caractérisé par un niveau faible d'activité physique (voir Mobilité active : Santé).

## Anthropologie
Chez l'être humain, d'un point de vue culturel et historique, lorsque cette expression se rapporte aux peuples, elle s'oppose à la notion de nomadisme et désigne les populations ayant un habitat fixe. L'apparition de ce mode de vie, la sédentarisation, s'est caractérisée chez les humains, il y a environ 10 000 ans (au Néolithique), par une diminution progressive de l'importance de la chasse, de la cueillette et de la pêche au profit de la production de nourriture par l'agriculture et l'élevage.